# Märkleshöfe
Märkleshöfe ist ein Ortsteil der Gemeinde Altheim (Alb) im Alb-Donau-Kreis in Baden-Württemberg. Der Ort liegt circa eineinhalb Kilometer südlich von Altheim und ist über die Kreisstraße K 7311 zu erreichen.